# Keadby
Keadby är en by i civil parish Keadby with Althorpe, i distriktet North Lincolnshire, i grevskapet Lincolnshire, i England. Byn är belägen 6 km från Scunthorpe. Keadby var en civil parish fram till 1958 när blev den en del av Keadby with Althorpe. Civil parish hade 627 invånare år 1951.